# USS Bunker Hill (CG-52)
O USS Bunker Hill é um cruzador de mísseis guiados Classe Ticonderoga a serviço da marinha dos Estados Unidos. Colocado no serviço ativo em 20 de setembro de 1986, o navio atualmente esta ancorado na Base Naval de San Diego. Atuou na Ásia, na América Latina e no Oriente Médio, combatendo nas Guerras do Golfo, Iraque e na intervenção americana na Síria e Iraque.
O Bunker Hill foi o primeiro da classe Ticonderoga a ser equipado com o sistema de lançamento de mísseis verticais Mk. 41, substituindo o obsoleto Mk. 26, que dá mais flexibilidade e poder de fogo para disparar os mísseis balísticos BGM-109 Tomahawk. O navio também tem capacidades de combate antiaéreo e anti-submarino.

## Ligação externa
- Site oficial (em inglês)